# Beck (tv-serie)
Beck er en svensk tv-serie baseret på Roman om en forbrydelse der er en serie på 10 krimier, som forfatterne Maj Sjöwall og Per Wahlöö skrev i årene 1965-75. Tv-serien består af 9 sæsoner med i alt 50 planlagte afsnit.
Beck-filmene 43-46, eller blot 8. sæson, er en direkte fortsættelse af de foregående fire film, fik premiere hen over årsskiftet 2021/2022 på C More.
Afsnit 43, den første af de dengang 4 nyeste afsnit (43-46), fik premiere på streamingtjenesten CMore den 25. december 2021. Titlen er Et nyt liv.
Afsnit 44, Rage Room fik premiere den 21. januar 2022. De efterfølgende film Beck 58 minutter og Den grædende betjent fik premiere henholdsvis fredag den 18. februar og fredag den 18. marts 2022 - alle på CMore
Beck runder en milepæl og fejrer 25 års jubilæum i 2022 og serien fortsætter på 9. sæson.
Film 47-50 (sæson 9) er en direkte fortsættelse af hvor vi sidst forlod Beck gruppen og under ledelse af Alex Beijer er gruppen den samme; Oskar, Jenny, Ayda, Steinar og Josef. Politienheden arbejder tæt og effektivt sammen, men der er skyer af bekymring. Er Alex kommet overens med sin fortid? Passer Josef ind i gruppen? Kan Steinar bidrage, når de har mest brug for ham? Og den nyudnævnte chef for Säpo, Klas Fredén, bliver ved med at dukke op, hvor han ikke skal og blander sig i undersøgelser, som han ikke har noget med at gøre.
Afsnit 47 har titlen Dødsfælden og premieredatoen var den 25. december 2022 på CMore.
 Beck-film nummer 48 hedder Noget for noget og fik premiere på CMore den 17. marts 2023.

Afsnit 49, Inferno havde premiere den 8. december 2023 på CMore.

Beck 50, Deadlock er planlagt til premiere på CMore/TV4 Play i det tidlige forår 2024.
Serien startede ud som biograffilm, men er senere blevet til en serie på C-more. Den første film i serien med Peter Haber som hovedperson, Lokkeduen, er skrevet af Rolf Börjlind. Rolf Börjlind har skrevet hele første sæson, og er baseret på bøgerne om Martin Beck. Den havde premiere i de svenske biografer d. 27. juni 1997 og blev hurtigt blev en succes. Den blev den syvende mest sete svenske film i biograf med næsten 149.000 besøgende. Dette skete ,fordi den var en af de første svenske detektiver, samtidig med at der dukkede en masse velkendte ansigter frem for svenskerne. Tv2 Danmark og Nordisk film var også med til at producere filmen. På daværende tidspunkt havde Beck seks sæsoner, alle på 94 min. Alle afsnittene fra sæson 1 er udgivet i årene 1997-98, så filmene har været udgivet meget tæt op ad hinanden. Det særlige ved Beck er, at hver film består af et drab, mens personernes privatliv følges i alle filmene.
Serien er særligt kendt for Martin Beck og hans svingende humør, men også alle de ting, som han også hans kollegaer gennemgår. Hans makker Gunvald Larsson kan siges at være meget modsat af Beck, da han er en arrogant, kynisk og meget voldsom person, og han har sin helt egen tolkning af loven. Lena Klingström kommer ikke særlig godt ind i gruppen, men undervejs kommer hun tættere og tættere på Beck og Larsson. Desuden er Becks nabo værd at nævne, som Beck har et meget mærkeligt forhold til. Da han på den ene side, synes han er meget irriterende, men på den anden side, synes han meget om ham.

## Pris
Swedish Crime Writers' Academy har efterfølgende lavet en pris, som er opkaldt efter Martin Beck. Prisen går til den bedste forbrydelses roman i oversættelse. Prisen er en af de mest prestigefyldte internationale skriftlige priser.
Serien er baseret på bøgerne skrevet af Maj Sjöwall og Per Wahlöö, og er udgivet i årene 1965-1975. Filmene handler dog meget løst om det samme, man kan også se en masse af de samme træk i dem.

## Afsnit
| Titel               | Handling | Premiere      |
| ------------------- | --- | ------------- |
| Lokkeduen           | En mand arbejder på en losseplads, og opdager en arm i affaldssamleren som smider affaldet og liget ned i brænderen. Martin Beck sættes på sagen, og det eneste han ved er, at liget var en dreng på 15 år ud fra tænderne. Han har intet lig, motiv og han ved ikke, hvad der er sket. Alt han har er nogle tænder. Ikke langtid efter, findes endnu et lig af en 15 år indvandrer dreng. De finder frem til en børneporno side, hvor de finder de to myrdede drenge stående med en tredje. De får sporet sig frem til, hvem der har uploadet billedet, men inden de når frem til ham, er han blevet myrdet. De finder frem til den tredje dreng, som går med til at blive lokkedue, men det går galt og han forsvinder. Derved har mordsagen bevæget sig ind på et pædofilt område, og en højtstående embedsmand mistænkes for at stå bag mordene. Dette viser sig at være rigtigt og han tilstår til Beck i en elevator uden at vide, at Beck bærer en mikrofon                                    | 27. juni 1997 |
| Manden med ikonerne | En mand finder ligdelene fra en nøgen kvinde. Man finder frem til at det er en 60 årig kvinde, og mordet er begået derhjemme. Det viser sig, at den sø som ligdelene blev fundet i, har ligget der siden søen frøs, hvilket ikke stemmer med mandens udtaler, da han meldte konen savnet d. 14 marts. Søen frøs allerede før jul. Martin Beck sættes derfor på en kompliceret sag, som involverer højt placerede regeringsfolk. En russisk småforbryder roder sig ud i et net af kriminalitet. Pludselig bliver han en brik i et spil, som får konsekvenser for den svenske regerings forhold til de store naboer i øst. Det bliver en sag, som sætter Beck op mod de svenske magthavere. I sidste ende viser det sig, SÄPO har brugt sagen som et dække for at udvise en. Derved finder Beck og hans team frem til den rigtige morder og afslører SÄPO. | 1997          |
| Hvide nætter        | Martin Becks søn dør, da han transporterer farlige stoffer. Beck og Gunvald Larsson kæmper for at finde frem til kilden af den narkotikasmugling som faciliterer unges adgang til farlige stoffer til rave-fester hvor de danser i ekstase natten lang. Gunvald Larsson er tvunget til at træde op, da Martin synes at være uvillig til at vende tilbage, men hans uofficielle undersøgelse, der udløses af hans virkelig frodige senior nabo, viser sig som afgørende. Stockholms kriminele konge sidste blodige offer, en restaurantsejer Hakdahl, "serveret" i sin egen stegte kyllingespids, virker som Gunvald og chefens prioritet. Beck møder Mikeys kæreste i en modig danseklub, hvor stofferne tages, Martin finder ud af, at hans dreng brugte og smuglede stofferne til en medicinsk forsyningsplade i Cracovia, Polen og dette binder alle sagerne, og det er værre end frygtede. Morderen viser sig i sidste ende at være en undercover betjent, som Beck flere gange havde snakket med | 1997          |
| Øje for Øje         | I løbet af få dage begås flere mord på kvinder, hvis øjne blev udskåret på gerningsstedet rundt omkring i Sverige. De var alle 42, og vokset op i samme klasse af den eneste private skole i lille by Östhammar. Martin Beck og Lena Klingström, finder ud af en, at en anden klassekammerat blev begravet et par måneder før, efter en mistænkelig død, men de udskårne øjne var blevet tilskrevet fisk, der svømmede omkring ved det vanddumpede lig. Mens Gunvald Larsson og Beck kontakter de sidste kvindelige overlevende, bliver Yvonne Svensson dræbt få minutter efter et opkald med Beck, også her er øjnene fjernet. Pressen udgiver historien og navnet på den sidste overlevende Karin Lofjärd, som Beck tilbyder Lena Klingström som beskyttelse, som de snart får grund til at fortryde. Det viser sig nemlig, at Karin var blevet voldtaget som ung, mens de dræbte piger så på. Derfor søgte hun sin hævn, og tog derfor deres øjne.                                                 | 1998          |
| Pensionat Perlen    | En lille pige løber ud på vejen og ud foran politibetjent Gunvald Larssons bil, som kører for stærkt. Samtidig sker en mystisk sprængning nede ved Värtahavnen, og Beck og hans kolleger mistænker, at de to hændelserne hænger sammen. | 1998          |
| Monstret            | Stockholm politistation modtager en bombetrussel om en kuffert, der står ligeuden for politigården. Bombegruppen skyder derfor kufferten i stykker, men i stedet for den forventede eksplosion finder de mod al forventning et spædbarn. Chokerede prøver politiet at holde hændelsen hemmelig for pressen, men gerningsmanden går til medierne – og jagten på monstret begynder. | 1998          |
| The Money Man       | En politimand bliver fundet død i en park. Det ligner dog et selvmord, men Martin Beck mistænker straks, at der er blevet begået et mord. Det viser sig snart, at den afdøde politimand levede et dobbeltliv og blev betalt af Becks ærkefjende Gavling, altså ”The Money Man”, fra Stockholms kriminelle underverden. Politimandens dødsfald leder Beck og Gavling ud i et sidste opgør mod "The Money Man". | 1997          |
| Spor i Mørket       | Martin Beck er på vej på ferie, da han bliver informeret om en række brutale mord, som alle har det til fælles at de alle er begået i undergrundsbanen i Stockholm. Alle ofrene er blevet halshugget og drabsmanden har efterladt en meget mystisk signatur. | 1997          |